# Notoxus whartoni
Notoxus whartoni är en skalbaggsart som beskrevs av Chandler 1982. Notoxus whartoni ingår i släktet Notoxus och familjen kvickbaggar. Inga underarter finns listade i Catalogue of Life.